# Битка при Ловеч (1877)
Вижте пояснителната страница за други значения на Ловеч.
Битката при Ловеч e част от борбата на Западния Руски отряд срещу Западната османска армия укрепена в Плевен. Сборен Руски отряд с командир генерал-майор княз Александър Имеретински успява окончателно да превземе Ловеч и да прекъсне най-важния път за снабдяване на Западната османска армия в Плевен.
По време на Руско-турската война (1877 – 1878), Ловеч на два пъти е освобождаван от Руските войски.

## Оперативна обстановка
Стратегическото планиране на двете страни предвижда провеждането на маневрена война, при която целта е не заемане на определена територия, а бърза победа над противника в рамките на 13 – 14 седмици. За руското командване най-важно е бързото преминаване на хребета на Стара планина, достигането до Одрин и диктуването на условията на мира. Турското командване предвижда флангови удари от изток и запад срещу настъпващата руска групировка и противодействие по нейния фронт. Тези особености на войната водят до нарастване на оперативното значение на Ловеч. Борбата за града се води в етап бързо настъпление на руската армия и етап борбата за надмощие. Успехът ще бъде на страната на тази армия, която води маневрените действия инициативно, динамично и енергично.

## Първо превземане на Ловеч на 5 юли
Борбата за града е предизвикана от турското командване, което предвижда заемане на линията Плевен-Ловеч от Видинския армейски корпус и съединяване на основните турски армии. Руското командване противодейства чрез създаване на система от заградителни отряди по направлението Севлиево-Ловеч-Плевен.
В началото на юли 1877 г. в Севлиево е сформирано тактическо казашко подразделение – Сборен отряд с командир полковник Алексей Жеребков в състав:
- командировани офицери:
  - полковник Пьотър Паренсов (офицер за особени поръчения при главнокомандващия от Генералния щаб)
  - полковник Афиноген Орлов (адютант на главнокомандващия)
  - полковник Алексей Мандрикин (командир на 1-ви дивизион от Лейбгвардейския казашки полк)
  - поручик Дмитрий Муханов (адютант на главнокомандващия)
  - поручик Алексей Родионов (полкови адютант на Лейбгвардейския казашки полк)
  - титулярен съветник Улянов (чиновник за особени поръчения при дипломатическата канцелария на главнокомандващия и преводач)
- 3-та сотня от 30-и Донски казашки полк с командир есаул Иван Антонов
- 6-а сотня от 23-ти Донски казашки полк с командир есаул Семьон Лавров
- 2-ра сотня от Лейбгвардейски казашки полк с командир щабротмистър Александър Муратов
- команда от Владикавказкия казашки полк с командир сотник Александър Верещагин
- 1-ви артилерийски взвод от 6-а Донска конна батарея с командир есаул Иван Луизов.

Общия личен състав е 480 войника и 2 оръдия.
На 5 юли отряда излиза от Севлиево. След боеве с 2 роти низам и до 1500 башибозуци и черкези при село Аканджилари, село Киречли Павликяни и височината Стратеш превзема Ловеч на 5 юли 1877 г. Тук остават 400 руски войници с командир есаул Семьон Лавров, заменен на 11 юли от полковник Николай Бакланов. Те охраняват околностите от разбягали се турски войници и цивилно население, които в посока на Троян и София, грабят и опожаряват българските села. Съгласно с политическата цел на войната в града е създадено българското управление – първо освобождение.
Руските загуби са 2 ранени войници и 1 починал от рана войник.

### Индивидуални и колективни награди
За превземането на Ловеч награди получават:
- орден „Свети Владимир“ III степен с мечове – полковник Алексей Жеребков,
- орден „Свети Владимир“ IV степен с мечове и бант – полковник Алексей Мандрикин,
- орден „Света Ана“ III степен с мечове и бант – щабротмистър Александър Муратов, поручик Алексей Родионов, корнет Дадешкилияни и есаул Семьон Лавров,
- орден „Света Ана“ III степен с мечове – титулярния съветник Улянов,
- орден „Света Ана“ IV степен с надпис „За храброст“ – корнетите Сумбатов, Нахимов и Курючкин,
- орден „Свети Станислав“ II степен с мечове – есаул Иван Луизов,
- орден „Свети Станислав“ III степен с мечове и бант – щабротмистър Валуев,
- Златно оръжие „За храброст“ – полковниците Пьотър Паренсов и Афиноген Орлов и поручик Дмитрий Муханов,
- Георгиевски кръст IV степен – унтер-офицерите Кирсанов, Леонов, Артемов, Богураев, Кастрюков и Ежов,
- Георгиевски кръст IV степен – редниците Блинов, Головачев, Недилкович и Фетисов,
- Колективна награда знак на шапките „За Ловеч 5 юли 1877 г.“ – 2-ри ескадрон от Лейбгвардейския казашки полк.

## Османско настъпление към Ловеч на 15 юли
Началото на действията при Плевен променя оперативната обстановка и предизвиква многократна борба за Ловеч. Осман паша който настъпва към Плевен нарежда заемането на Ловеч. Целта е възстановяване контрола на пътя София-Орхание-Ловеч-Плевен, по който се извършва снабдяването на неговите сили и вероятно съединяване с корпуса на Сюлейман паша, който атакува Шипченския проход. След еднодневно сражение на 15 юли турски отряд с командир генерал-майор Рифат паша превзема Ловеч. Града е отбраняван от малочислени руски сили с командир полковник Николай Бакланов и българи – доброволци от градската въоръжена стража с командир учителя Найден Войнов. Загиват отбраняващите града доброволци Найден Войнов, Цвятко Павлов, Цачо Шишков, Христо Йовков и Нечо Хинов. Руските загуби са 1 безследно изчезнал войник. Подразделения на редовната турска войска, нередовни черкези и башибозуци безчинстват из града и околните му села. Тези турски действия продължават спорадично до късната есен на 1877 г., като резултат от теократичния характер на Османската империя и разпалването на религиозния фанатизъм. С тях Високата порта проявява пълно пренебрежение към подписаната от самата нея Брюкселска декларация за законите и обичаите на войната от 1874 г. Институтът по международно право на своята септемврийска сесия от 1877 г. еднозначно и категорично определя:
| „ | Турското правителство е отговорно за всички лоши инстинкти и варварски постъпки, които не са предотвратени и за които не са взети съответните мерки. | “ |

За целия период на действията при Ловеч и Ловешка кааза от 5 юли до 28 декември 1877 г. загиват около 2600 българи. Турските сили остават в Ловеч. Оценявайки неговото важно оперативно значение, командващият турската групировка в Ловеч, генерал-майор Рифат паша строи отбранителна позиция от редут, окопи, траншеи и ложименти.

## Второ превземане на Ловеч на 22 август
От началото на август 1877 г. започва етапът на борбата за надмощие. Главните действия на руската армия са задържането на основните турски сили в Добруджа, отстояването на Шипченския проход и третата атака на Плевен. Оперативното значение на Ловеч нараства отново и е свързано с борбата за недопускане на съединяването на Западната и Централната турски армии. Започват нови маневрени действия в района на града, при които руското командване създава последователно шест временни сборни отряда, всеки един от които след изпълнението на поставената задача е заменян от друг. Техни командири са: генерал-майор Михаил Скобелев (три отряда), полковник Александър Липински, генерал-лейтенант Николай Святополк-Мирски и полковник Виталий Молски. Със своите действия те успешно разсейват и задържат силите на Западната турска армия и гарантират тила на Шипченската позиция.
Успешната защита на Шипченския проход прави възможно провеждането на третата атака на Плевен. Превземането на Ловеч се разглежда като част от нейната подготовка. Третата битка за Плевен е предшествана от четиридневни боеве на 20 – 23 август 1877 г. за освобождението на Ловеч.
Превземането на Ловеч е възложено на Сборен отряд с командир генерал-майор Александър Имеретински. Сформиран е от: 25,12 батальона, 13 казашки сотни, 12,2 артилерийски батареи с 98 оръдия, 1/8 сапьорен батальон – общо 22 693 офицери и войници.
Турските сили с командир генерал-майор Рифат паша са в състав от 8 пехотни батальона, 6 оръдия, взвод кавалерия и нередовно опълчение от черкези и башибозук – общо 8000 офицери и войници
След бързи и успешни действия на 20 и 21 август, руски части заемат командните височини на подстъпите към Ловеч.
На 22 август, руските части са разделени на две колони – лява и дясна. Командири са генерал-майор Михаил Скобелев и генерал-майор Владимир Доброволски. Резерва е с командир генерал-майор Карл Енгман. Рано сутринта на 22 август атакуват турските позиции от изток. Дясната колона овладява османските укрепления на височината „Синан тепе“, а лявата колона на „Рижата височина“. След прегрупиране след обяд преминават на западния бряг на река Осъм и частите на 2-та пехотна дивизия и 3-та пехотна дивизия щурмуват главният неприятелски редут при височината „Червен бряг“ и след ожесточен бой го превземат. 1-ва Кавказка Казашка бригада с командир полковник Иван Тутолмин с флангови удар осъществява успешно преследване на разбития противник.
Оцелелите турски войници отстъпват в Плевен и от тях са сформирани два пехотни батальона. Осъзнавайки оперативното значение на Ловеч, Осман паша напуска на 22 август Плевен c 20 пехотни батальона и 3 артилерийски батареи и нощува в село Ралево. Ловеч пада преди неговите сили да достигнат до града. На 23 август е предотвратен неговият опит да атакува града. Освен отряда на генерал-майор Александър Имеретински в борбата се включват още два сборни отряда с командири полковник Александър Ребиндер и полковник Владимир фон Лауниц. В Ловеч е възстановено българското управление – второ освобождение. За кмет на града е избран Иван Драсов, а за окръжен началник е назначен подполковник Евгений Спокойски-Францевич.
След тежки четиридневни сражения на 20, 21, 22 и 23 август, руските войници погребват в Ловеч труповете на 4200 турски офицери и войници.
Руските загуби на 20, 21, 22 и 23 август са 1632 офицери и войници. От тях убити – 424: 11 офицери, 302 войници и безследно изчезнали 111 войници; ранени – 1208; 35 офицери и 1173 войници.
От началото на септември 1877 г. действията при Ловеч са подчинени на идеята за организирането на обсаден обръч около Плевен. В града е установен временен гарнизон с командир генерал-майор Вадим Давидов. За две седмици са извършени най-необходимите първоначални действия по възстановяването на нормалния живот и е сложено началото на местните български органи за управление. От 10 септември гарнизонът е заменен и в града са настанени щабът и основните сили на новосъздадения Ловчанско-Севлиевски отряд с командир генерал-лейтенант Павел Карцов. Под негово командване и с най-енергични действия е изградена инженерна система и Ловеч е превърнат в солидна военна крепост. Прекъснати са турските снабдителни линии по направлението Орхание-Ловеч-Плевен и градът е второешелонна част от обсадния пръстен около Плевен. В помощ на Ловчанско-Севлиевския отряд са създадени и действат въоръжени български чети на Христо Иванов-Големия, Цеко Петков, Ильо Марков, Димитър Трифонов, Георги Пулевски и Георги Огнянов. Местните органи за управление заработват ефективно за възстановяването на поминъка, отварянето на училищата, изхранването на руския гарнизон и многобройните бежанци. През втората половина на септември и октомври Ловешко-Севлиевският отряд освобождава районите на юг и запад от града. Включен в състава на Западния руски отряд с командир генерал-лейтенант Йосиф Гурко, освобождава Ябланица и Тетевен. В края на декември градът е изходен пункт на Ловчанско-Севлиевския отряд при зимното преминаване на Стара планина през Троянския проход, с което приключват действията при Ловеч.

### Състав на Сборния отряд
Формиран е от 25,12 батальона, 13 казашки сотни, 12,2 артилерийски батареи с 98 оръдия, 1/8 сапьорен батальон; 22 693 офицери и войници, от тях:
- 571 офицери и 22 122 войника:
  - командир – генерал-майор княз Александър Имеретински
  - началник на щаба – полковник Пьотър Паренсов
  - началник на артилерията – полковник Бури
  - главен лекар – статски съветник доктор Сущински
- командировани офицери:
  - полковник Александър Голенишчев-Кутузов (флигел-адютант на главнокомандващия)
  - капитан Пьотър фон Енден (флигел-адютант на главнокомандващия)
  - полковник Константин Рунов (флигел-адютант на главнокомандващия)
  - щабротмистър Сергей Цуриков (ординарец на главнокомандващия)
  - щабскапитан Евгений Андреевски (ординарец на главнокомандващия)
- Пехота:
  - 2-ра Пехотна дивизия с командир генерал-майор княз Александър Имеретински
- началник на щаба – полковник Владимир Шестаков:
  - 1-ва бригада с командир генерал-майор Пьотър Разгилдеев със състав:
    - 5-и Калужки пехотен полк с командир полковник Казимир Елжановски
    - 6-и Либавски пехотен полк с командир полковник Карл Кол

  - 2-ра бригада с командир генерал-майор Карл Енгман със състав:
    - 7-и пехотен Ревелски полк с командир полковник Алексей Писанко
    - 8-и Естляндски пехотен полк с командир полковник Василий Головин

  - 2-ра бригада от 3-та пехотна дивизия с командир генерал-майор Вадим Давидов със състав:
    - 11-и Псковски пехотен полк с командир полковник Александър Кусов
    - 12-и Великолуцки пехотен полк с командир полковник Ридаевски

  - Специален отряд с командир генерал-майор Михаил Скобелев
- началник на щаба капитан Алексей Куропаткин:
  - 64-ти Казански пехотен полк с командир полковник Владимир Тебякин (от 2-ра бригада на 16-а пехотна дивизия)
  - 1-ви батальон от 118-и Шуйски пехотен полк с командир майор Желязовски (от 1-ва бригада на 30-а пехотна дивизия)
  - 3-та стрелкова бригада с командир генерал-майор Владимир Доброволски със състав:
    - 9-и стрелкови батальон с командир полковник Алексей Салингре
    - 10-и стрелкови батальон с командир полковник Василий Бородин
    - 11-и стрелкови батальон с командир полковник Алексей Кирдан
    - 12-и стрелкови батальон с командир полковник Виктор Курсел

  - гвардейска полурота на Почетния на Негово Величество конвой с командир полковник Митрофан Греков
- Кавалерия:
  - 1-ва бригада от Кавказката казашка дивизия с командир полковник Иван Тутолмин със състав:
    - Владикавказки казашки полк с командир полковник Пьотър Левиз оф Менар,
    - 2-ри Кубански казашки полк с командир полковник Степан Кухаренко
    - лейбгвардейски Терски ескадрон на Собствения на Негово Императорско Величество конвой с командир щабротмистър Парфентий Кулебякин
    - 30-и Донски казашки полк с командир полковник Давид Орлов
- Артилерия:
  - 2-ра артилерийска бригада с командир полковник Бури със състав:
    - 1-ва батарея с командир полковник Григоров
    - 2-ра батарея с командир подполковник Бауман
    - 3-та батарея с командир подполковник Прокопович
    - 4-та батарея с командир полковник Кривожблоцки
    - 5-а батарея с командир подполковник Гулден Балк де Гийдл
    - 6-а батарея с командир подполковник Никитин

  - 3-та артилерийска бригада с командир полковник Александър Золотухин със състав:
    - 3-та батарея с командир подполковник Потопчин
    - 5-а батарея с командир подполковник Рушковски
    - 6-а батарея с командир капитан Маевски
    - 3-та батарея от 9-а артилерийска бригада с командир полковник Степан Дихов
    - 2-ра батарея от 16-а артилерийска бригада с командир подполковник Лукашевич
    - 8-а Донска конна батарея с командир полковник Николай Власов
    - далекобойна полубатарея с командир капитан Георгий Барбович.

### Индивидуални и колективни награди
- Орден „Свети Георги“ IV ст. – генерал-майор княз Александър Имеретински, полковник Пьотър Левиз-оф-Менар, полковник Казимир Елжановски, ротмистър Парфентий Кулебякин, поручик Александър Сирнев,
- Орден „Свети Владимир“ IV степен с мечове и бант – полковниците Владимир Шестаков, Пьотър Паренсов и Александър Голенишчев-Кутузов, капитаните Чекмарев, Василиев и Прежбяно, поручиците Николай Карпов и Иля Лопатин и подпоручик Рукавишников,
- Орден „Света Ана“ II степен с мечове – подполковник Болеслав Кобордо,
- Орден „Света Ана“ III степен с мечове и бант – щабротмистър Золотарьов, щабскапитаните Бирдин и Владимир Йонов и поручик Александър Колман,
- Орден „Света Ана“ III степен с мечове – полкови свещеник Лебедев,
- Орден „Света Ана“ IV степен с надпис „За храброст“ – подпоручиците Евдокимов, Виктор Скоробогатов и Шубин, прапоршчиците Богомолов и Фьодор Коростовцев,
- Орден „Свети Станислав“ II степен с мечове и бант – доктор Бронников,
- Орден „Свети Станислав“ II степен с мечове – подполковник Антон Желтухин, есаул Тимофей Астахов и доктор Гринкург,
- Орден „Свети Станислав“ III степен с мечове и бант – щабскапитан Уваров,
- Златно оръжие „За храброст“ – генерал-майор Пьотър Разгилдеев, полковниците Канстантин Рунов, Николай Власов и Александър Золотухин, капитан Пьотър фон Енден, щабротмистър Парфентий Кулебякин, щабскапитаните Пьотър Савин и Евгений Андреевски и есаул Тимофей Астахов,
- Десетки унтерофицери и редови войници от всяка част са наградени за храброст с Георгиевски кръст IV степен.

Колективна награда получават:
- 1-ви и 2-ри батальон от 5-и Калужки пехотен полк – Георгиевско знаме с надпис „За превземането на Ловеч 22 август 1877 г.“ (бяло, с червени краища).
- 1-ви, 2-ри и 3-ти батальон от 6-и Либавски пехотен полк – Георгиевско знаме с надпис „За превземането на Ловеч 22 август 1877 г.“ (бяло, със сини краища).
- Лейбгвардейски Терски ескадрон на Собствения на Негово Императорско Величество конвой – знак на шапките с надпис „За Ловеч 22 август 1877 г.“
- 30-и Донски казашки полк – Георгиевски щандарт с надпис „За Шипка, Ловеч, двукратно преминаване на Балкана и превземане на 50-ет оръдия при Канджикляр през 1877 и 1878 години“.
- 6-а батарея от 3-та артилерийска бригада – знак на шапките с надпис „За Ловеч и Плевен в 1877 г.“
- 2-ра батарея от 16-а артилерийска бригада – знак на шапките с надпис „За Ловеч и Плевен в 1877 г.“
- 5-а батарея от 3-та артилерийска бригада – Георгиевска сребърна сигнална тръба с надпис „За Ловеч и Плевен в 1877 г.“

## Памет

### Паметници
В Ловеч, осветените паметници посветени на Освобождението и освободителите са общо 17:
- Белия паметник изграден през 1902 г. на хълма „Стратеш“ е възпоменателен паметник за военните части участвали в делото на 22 август 1877 г.
- Черния паметник изграден през 1902 г. на хълма „Стратеш“ е надгробен паметник на 4 войника от 118-и пехотен Шуйски пехотен полк и 11 войника от 64-ти Казански пехотен полк загинали на 20 – 23 август 1877 г. при второто освобождение на Ловеч.
- 5 мраморни саркофага братски могили на руските войни от 5-и Калужки пехотен полк, 6-и Либавски пехотен полк, 8-и Естляндски пехотен полк и 2-ра Артилерийска бригада загинали при второто освобождение на Ловеч на 22 август 1877 г.

- 2 мраморни надгробни паметника на братските могили на загиналите войни от 7-и Ревелски пехотен полк и 8-и Естляндски пехотен полк загинали при второто освобождение на Ловеч на 22 август 1877 г.
- Надгробен паметник на поручик Иван Яндашевски от 7-и Ревелски полк, загинал при второто освобождение на Ловеч на 22 август 1877 г.
- Надгробен паметник на командира на 11-и Псковски пехотен полк, полковник Александър Кусов загинал на 22 август 1877 г. при второто освобождение на Ловеч.
- Паметник на полковник Александър Иванович Кусов, командир на 11-и Псковски полк, загинал при атаката на Ловеч на 22 август 1877 г., поставен от бойните му другари от 3-та пехотна дивизия
- Надгробен паметник на поручик Анатолий Воронов от 2-ра артилерийска бригада, загинал на 22 август 1877 г. при второто освобождение на Ловеч (днес не съществува).
- Надгробен паметник на лекаря на 12-и Великолуцки пехотен полк, Александър Лебедевски.
- Паметник на лобното място на ловчанския гражданин Цачо Шишков, загинал при отбраната на Ловеч на 15 юли 1877 г.
- Кървав камък в квартал Дръстене, на мястото на погребението на цивилни ловешки граждани загинали на 15 юли 1877 г.
- Кървав камък в двора на църквата „Света Троица“, на мястото на погребението на цивилни ловешки граждани загинали на 15 юли 1877 г.

През 1977 и 2007 г., руските паметници от местностите и тленните останки на героите са преместени и препогребани в близост до Белия и Черния паметник. Тук на височината „Стратеш“ е оформено мемориално място, посветено на Освобождението. Известно е като Алея на българо-руската дружба.

### Почетни граждани
- Почетни граждани на Ловеч: полковник Пьотр Паренсов, полковник Иван Тутолмин, капитан Алексей Куропаткин, прапоршик Михаил Гембицки и подпрапоршик Сергей Касаткин.

### Загинали руски офицери и войници в действията при Ловеч 5 юли – 28 декември 1877 г.
- Полковник Александър Иванович Кусов – командир на 11-и Псковски пехотен полк.
- Полковник Алексей Аполонович Кирдан – командир на 11-и стрелкови батальон от 3-та стрелкова бригада.
- Майор Василий Гаврилович Лабунцов – командир на 1-ви батальон от 5-и Калужки пехотен полк.
- Капитан Александър Александрович Ивановский – командир на 1-ва стрелкова рота от 5-и пехотен Калужки полк.
- Капитан Василий Мойсеевич Дзюба – командир на 1-ва рота от 1-ви батальон на 5-и Калужки пехотен полк. Починал от рана.

- Щабскапитан Пьотър Фьодорович Савин – гвардейска конноартилерийска бригада. Починал от рана.
- Поручик Иван Яндашевски – командир на рота от 7-и Ревелски пехотен полк.
- Поручик Анатолий Воронов – командир на оръдие от 5-а батарея на 2-ра артилерийска бригада.
- Поручик Иван Иванович Гавриленко – командир на 1-ва рота от 12-и стрелкови батальон. Починал от рана.
- Подпоручик Николай Алексеевич Дудкин – младши офицер от 6-и Либавски пехотен полк.
- Подпоручик Степан Хоменко – младши офицер от 12-и стрелкови батальон. Починал от рана.
- Хорунжий Григорий Василиев Гурбанов – 30-и Донски казашки полк.
- Портупей-юнкер Михаил Олесницки – 10-и стрелкови батальон на 3-та стрелкова бригада.
- Александър Иванович Лебядевски – лекар на 12-и пехотен Великолуцки полк. Починал от болест.
- Поручик Григориев – младши офицер от 11-и Псковски пехотен полк. Починал от болест.

Руските загуби в действията при Ловеч 5 юли – 28 декември 1877 г. са 1675 офицери и войници. От тях убити – 433: 14 офицери, 308 войници и безследно изчезнали 111 войници; ранени – 1242; 37 офицери и 1205 войници.

## Галерия
- генерал-майор Михаил Скобелев
- генерал-майор Владимир Доброволски
- генерал-майор Пьотър Разгилдеев
- полковник Пьотър Паренсов
- полковник Иван Тутолмин
- капитан Алексей Куропаткин
- прапоршик Михаил Гембицки
- Знак на Лейбгвардейски казашки полк
- Знак на 64-ти Казански пехотен полк
- Знак на 7-и Ревелски пехотен полк
- Знак на 6-и Либавски пехотен полк
- Знак на 11-и Псковски пехотен полк
- Знак на 5-ги Калужки пехотен полк
- Знак на 8-и Естляндски пехотен полк
- Черния надгробен паметник в Ловеч. Издигнат за 4 войника от 118-и Шуйски пехотен полк и 11 войника от 64-ти Казански пехотен полк, загинали на 20 – 23 август 1877 г. при второто освобождение на Ловеч
- Надгробен паметник на полковник Александър Кусов загинал на 22 амгуст 1877 г. при второто освобождение на Ловеч